# 橢圓裸頂鯛
橢圓裸頂鯛，為輻鰭魚綱鱸形目鱸亞目龍占魚科的其中一種，分布於西太平洋新喀里多尼亞海域，體長可達35.8公分，屬肉食性，生活習性不明。

## 擴展閱讀
維基物種上的相關：橢圓裸頂鯛